# Calan Mai
El Calan Mai o Calan Haf és una festa gal·lesa que es fa l'1 de maig i celebra l'inici de l'estiu. Els actes comencen la tarda anterior, o Vigília de Maig, amb fogueres; i, semblantment al Calan Gaeaf, la nit de la vigília (Nos Calan Mai) és un Ysbrydnos, o 'nit dels esperits', quan els esperits es fan més presents i l'endevinació esdevé possible. El costum d'encendre fogueres pel solstici d'estiu es mantingué a Gal·les fins a mitjan segle xix, en un equivalent del goidèlic Beltane, o a la festa de Sant Joan arreu dels països catalans. El nom Calan deriva del llatí calendae, 'primer dia del mes'.

## Cita
Dafydd ap Gwilym (1340-1380) ja parla d'aquesta tradició: 
| «                                                                  | (gal·lès) Hawddamor, glwysgor glasgoed, Fis Mai haf, canys mau hoed. Cadarn farchog serchog sâl, Cadwynwyrdd feistr coed anial, Cyfaill cariad ac adar | (català) Siau benvingut, esplèndid presbiteri de fusta verda, estiuenc mes de maig pel que jo he llanguit. Fort cavaller, recompensa de l'amant, amb lligam verd dominador del bosc salvatge, company de l'amor i dels ocells. | » |
| — Mis Mai a Mis Tachwedd (De maig a novembre), de Dafydd ap Gwilym | | |   |

## Costums
- En la vigília, o Nos Calan Mai, la gent dels pobles cull branques i flors d'arç blanc que usaran per a decorar l'exterior de les cases en celebració de renaixement i fertilitat.
- A l'illa de Mon i al comtat de Sir Gaernarfon, per la Vigília de Maig eren habituals el gware gwr gwyllt ('fer l'home de palla') o crogi gwr gwellt ('penjar l'home de palla'). Un home que hagués perdut la seva enamorada per un altre home feia un ninot de palla i el posava a prop d'on visqués la noia. El ninot tenia una nota enganxada i representava el nou enamorat. Sovint, la situació acabava amb els dos homes havent-se-les a la Fira de Maig.
- Estant entre l'hivern i l'estiu, Calan Mai era el moment escaient per a representar la lluita entre les dues estacions. Un home representava l'hivern portant un bastó d'aranyoner (draenen ddu) i un escut amb flocs de llana enganxats; i un altre feia d'estiu amb una disfressa de vetes i garlandes, i una vareta de salze (helygen) amb flors lligades amb cintes. Una batalla simulada s'iniciava aleshores, amb el bàndol de l'hivern llançant palla i branquillons a les forces de l'estiu, que responien amb branquetes de bedoll, vergues de salze i frondes de falguera (rhedyn). A la fi, les forces de l'estiu guanyaven i hom coronava el rei i la reina de maig abans d'encetar una festa amb ball, jocs i beguda fins a l'endemà.
- El Dia de Maig era quan el twmpath chwarae s'obria oficialment. Un twmpath era l'equivalent gal·lès d'un ceili irlandès. Als vespres d'estiu, en alguns pobles gal·lesos, la gent s'aplegava en un prat, el twmpath chwarae, per a ballar-hi i practicar-hi diversos esports. El terreny estava sovint situat dalt d'un turó, i tenia una petita prominència on seia un violinista o un arpista. Ocasionalment, es decorava el monticle amb branques de roure, i la gent hi ballava al voltant.
- Dawnsio haf, la dansa de l'estiu, era una característica de la festa del Dia de Maig, com ho eren també les carolau Mai o carolau haf, nadales de maig, o canu dan y pared, cantar sota la paret (amb lletres normalment picants o de caràcter sexual). Els cantaires visitaven les famílies, acompanyats per un arpista o un violinista, per desitjar les felicitats de l'estació i donar gràcies al "generós dador de tots els bons dons". Si la cançó era apreciada, hom els gratificava amb menjar, beguda i, possiblement, diners.
- La beguda usual durant les celebracions del Calan Mai era l'hidromel (metheglin). Podia ser fet d'herbes, incloent-hi l'aspèrula olorosa, una planta d'olor dolça que antigament es macerava en vi, i que feia de cordial i tonificava el fetge. Vins fets de saüc i de ruibarbre eren també populars, així com diverses menes de cervesa.